# ピラノースデヒドロゲナーゼ (受容体)
ピラノースデヒドロゲナーゼ (受容体)（pyranose dehydrogenase (acceptor), PDH）は、次の化学反応を触媒する酸化還元酵素である。
ピラノース + 受容体 {\displaystyle \rightleftharpoons } 2-デヒドロピラノース + 還元型受容体
ピラノシド + 受容体 {\displaystyle \rightleftharpoons } 3-デヒドロピラノシド (or 3,4-ジデヒドロピラノシド) + 還元型受容体
反応式の通り、この酵素の基質はピラノースまたはピラノシドと受容体、生成物は2-デヒドロピラノースまたは3-デヒドロピラノシドまたは3,4-ジデヒドロピラノシドと還元型受容体である。
組織名はpyranose:acceptor oxidoreductaseで、別名にpyranose dehydrogenase, pyranose-quinone oxidoreductase, quinone-dependent pyranose dehydrogenaseがある。